# Collège de Bourgogne
Le collège de Bourgogne est un collège de l'ancienne université de Paris.

## Historique
Il fut fondé en 1330, dans la rue des Cordeliers, par testament de la reine Jeanne II de Bourgogne, femme de Philippe-le-Long qui pour le financer légua le prix de son hôtel de Nesle et 200 livres de rente à prendre sur les profits du sceau de la prévôté de Paris. Vingt bourses furent ainsi fondées. La nomination aux bourses appartenait alternativement au chancelier de l'université de Paris et au gardien du grand couvent des Cordeliers de Paris. Les écoliers devaient avoir fait leurs études de rhétorique et rentraient donc au collège pour faire leur philosophie. Le nombre de boursiers fut plusieurs fois réduit et il y avait en outre des locataires étudiants tel que l'abbé de La Rochefoucauld[Lequel ?] ou l’abbé Guyet.
En 1762, lorsque l’ensemble des petits collèges fut supprimé, le collège fut compris dans cette suppression et ses bourses furent transférées au collège Louis-le-Grand. 
En 1765, Jean-Jacques Bachelier créa, dans ses bâtiments, son école de dessin, qui devint école royale par lettres patentes de Louis XV en 1767. Parmi les élèves : Fantin-Latour, Dalou, Rodin. Elle changera plusieurs fois de nom pour devenir en 1877, l'École supérieure des arts décoratifs. Elle déménagea par la suite et son nom figure toujours sur un mur.
En 1769, La Martinière, premier chirurgien du roi, acquit le site de l'ancien collège pour y construire le nouveau bâtiment pour l'Académie royale de chirurgie (collège de chirurgie) qui siégeait alors dans l'amphithéâtre Saint-Côme de la rue Saint-Côme-et-Saint-Damien et qui s'y installa en 1776. Le bâtiment devint ensuite l'École de santé de Paris puis École de médecine, siège de la faculté de médecine de Paris.

## Régents du collège
- 1551 - Denis Lapariteur, maître ès science[2]
- Années 1660 : professeur de philosophie puis Principal : Guy Colombet[3]